# 袁市區
袁市區（向陽區），是四川省鄰水縣下轄的一個區級行政單位，存在至1993年。

## 沿革[1]
- 1951年6月鄰水縣行政區劃時，縣人民政府決定增設第六區公所。駐地設在福星鄉(現長灘鄉)高堰埂，下轄福星、人大、袁市、雙龍4鄉。1952年8月，第六區公所改稱第七區公所，駐地遷到福星鄉書坊(現長灘鄉讀書壩村)，下轄袁市、福星、人大3個鄉。1953年2月，增轄關河鄉。4月．第七區公所管轄袁市、關河、大石、人和、長灘5個鄉，9月，增轄新房、柏林兩個鄉。1954年6月，又增轄沙石鄉。1955年3月，縣政府決定將第六區(九龍區)公所所轄的黃陵、雙龍兩個鄉劃歸第七區公所管轄。1956年1月，第七區公所撤銷，柏林、關河兩個鄉併入袁市鄉，為縣直屬鄉；其餘鄉分別劃歸九龍區公所和豐禾區公所管理。1961年4月24日，縣委決定將豐禾區公所所轄的雙河人民公社、九龍區公所所轄的雙龍人民公社和縣直屬的袁市人民公社划出，設置袁市區公所。駐地設在袁市人民公社場鎮，1962年1月，增轄關河人民公社。1966年5月「文革」開始後，袁市區公所工作受到干擾。1967年1月，為了破「四舊」，袁市區公所改稱向陽區公所。上海「一月風暴」後，區公所無法堅持正常工作，處於半癱瘓狀態。3月，在區人武部主持下．建立了向陽區生產辦公室。代行區公所職能。「文革」初期．向陽區公所工作受到干擾。其職能被區生產辦公室代替。1969年12月29日．經達縣地革委批准．向陽區革命領導小組成立．實行。一元化」領導。1973年5月12日，經地革委批准．向陽區革組改稱袁市區革命領導小組。「文化大革命」剛結束時，各項工作還未完全理順，袁市區革組仍然履行著行政領導職能。1978年5月，經地委批准，撤銷袁市區革組，建立袁市區公所．並任命了正、副區長。